# Битка за Иванков
Битката за Иванков започва на 25 февруари 2022 г. по време на руското нападение над Украйна през 2022 г. В ранната утрин колона на руските сухопътни войски се приближава до град Иванков в Киевска област от северозапад, след като прави пробив след битката при Чернобил.

## Битката
Сутринта на 25 февруари украинските сили разрушават моста в Иванков, преминаващ река Тетерев, спирайки настъплението на руска танкова дивизия, насочваща се към Киев. Украинските войски се сблъскват с руски войници при Иванков и близкия град Димер.
Някои руски сили успяват да пробият Иванков и след схватка превземат стратегически значимото летище Антонов. Летището се намира само на 20 километра северозападно от Киев.
Боевете в Иванков продължават следобеда и вечерта на 25 февруари, като руските сили обстрелват града с артилерия, вземайки цивилни жертви. Иванков е и мястото на главен газопровод, който, ако бъде унищожен, може да спре преноса на украински газ към голяма част от Европа.
На 26 февруари боевете в Иванков продължават и на 27 февруари Иванковският историко-краеведски музей е разрушен от руските сили, като са загубени над двадесет творби на украинската художничка Мария Примаченко. В отговор украинският министър на културата Олександър Ткаченко иска Русия да загуби членството си в ЮНЕСКО.
На сутринта на 27 февруари колона от руски превозни средства с дължина повече от 4,8 километра е видяна на сателитни снимки, насочващи се към Иванков. До 28 февруари конвоят нараства до около 64 километра дължина. Превземането на Иванков от руските сили е потвърдено на 2 март.
Украинските въоръжени сили възстановиха контрола си над Иванков на 1 април.